# Splot szyjny

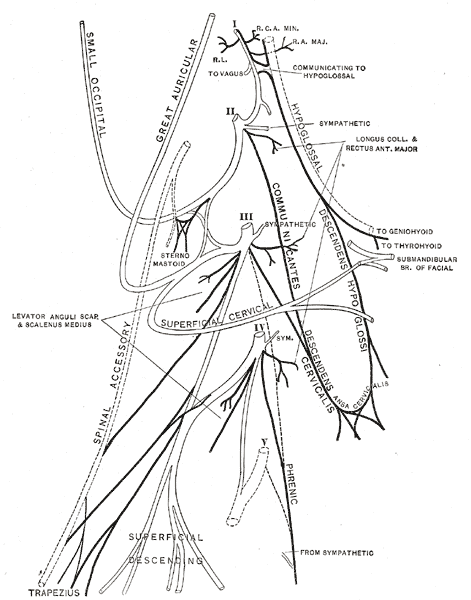
Splot szyjny

Splot szyjny (łac. plexus cervicalis) – w anatomii człowieka splot nerwowy tworzony przez gałęzie brzuszne nerwów rdzeniowych od C1 do C4. Łączą się one ze sobą łukowatymi pętlami, które przebiegają bocznie od wyrostków poprzecznych trzech pierwszych kręgów szyjnych. Sam splot leży bocznie i do przodu od wyrostków poprzecznych górnych kręgów szyjnych, przed głębokimi mięśniami szyi. Od strony przedniej przykryty jest blaszką przedkręgową powięzi szyi, którą przebijają gałęzie biegnące do przodu.
Gałęzie skórne (czuciowe) – wydostają się przez punkt Erba:
- nerw potyliczny mniejszy,
- nerw uszny wielki,
- nerw poprzeczny szyi,
- nerwy nadobojczykowe[1].

Gałęzie mięśniowe (ruchowe):
- gałąź do mięśnia mostkowo-obojczykowo-sutkowego,
- gałąź do mięśnia czworobocznego,
- nerw przeponowy,
- pętla szyjna.